# Neil Murray
Neil Murray (anglès: Philip Neil Murray)  (Edimburg, 27 d'agost de 1950) és un baixista escocès, conegut per actuar amb Whitesnake i Black Sabbath.

## Discografia (com a membre de grups)

### Amb Hanson
- Self-titled (1974)

### Amb Colosseum II
- Strange New Flesh (1976)

### Amb National Health
- Self-titled (1978)

### Amb Whitesnake
- Live At Hammersmith (1978)
- Snakebite (1978)
- Trouble (1978)
- Lovehunter (1979)
- Ready an' Willing (1980)
- Live...In the Heart of the City (1980)
- Come an' Get It (1981)
- Saints & Sinners (1982)
- Slide It In (als EUA) (1984)
- Whitesnake (1987)

### Amb Gogmagog
- I Will Be There EP (1985)

### WAmb Vow Wow
- V (1987)
- Helter Skelter (1988)

### Amb Black Sabbath
- Tyr (1990)
- Forbidden (1995)

### Amb The Brian May Band
- Live At Brixton Academy (1993)

### Amb Peter Green Splinter Group
- Self-titled (1997)
- The Robert Johnson Songbook (1998)

### Amb Company of Snakes
- Here We Go Again (2001)
- Burst The Bubble (2002)

### Amb Empire
- Hypnotica (2001)
- Trading Souls (2003)
- The Raven Ride (2006)
- Chasing Shadows (2007)

### Amb Rondinelli
- Our Cross, Our Sins (2002)

### Amb M³
- Classic 'Snake Live Volume 1 (2003)

## Discografia (sessió / treball propi)

### AmbGraham Bonnet
- Line-Up (1981)

### Amb Cozy Powell
- Tilt (1981)
- The Drums Are Back (1992)
- Especially For You (1998)

### Amb Badlands
- Badlands demo (1982)

### Amb Gary Moore
- Corridors of Power (1982)
- Victims of The Future (1983)
- Rocking Every Night - Live In Japan (1986)

### Amb Phenomena
- Phenomena (1985)
- II - Dream Runner (1987)

### Amb Fastway
- On Target (1988)

### Amb Mona Lisa Overdrive
- Self-titled (1988)

### Amb Brian May
- Back To The Light (1992)
- Another World (1998)

### Amb Micky Moody
- I Eat Them For Breakfast (2000)

### Amb Queen &Ben Elton
- We Will Rock You - The Rock Theatrical (Original) (2002)